# 豊島町
豊島町（としままち）は、神奈川県三浦郡に存在した町。

## 概要
神奈川県三浦郡東部の町。現在の神奈川県横須賀市中心部の東側に隣接し、東京湾から京急本線県立大学駅周辺、横須賀線衣笠駅付近に至る南北に長い町域で、現在では地域としての一体感はなく、横須賀市上町に所在する横須賀市立豊島小学校にその名をとどめるのみである。

## 地理
- 川 ： 平作川
- 島 ： 猿島

## 歴史

### 村名の由来
かつてこの地に猿島をはじめとする10の島があり、「とおの島」に豊島の字をあてた。

### 沿革
- 南北朝時代 - 入不斗郷の地名が見られる。
- 戦国時代 - 公郷、深田、中里、佐野村の地名が見られる。
- 江戸時代 - 後の町域に以下の5村が成立。当初は公郷村、不入斗村の2村であったが、その後、公郷村から深田村、中里村、佐野村、金谷村（後に衣笠村）が分立。前橋藩は東京湾の海防を担当していた。
  - 公郷村（幕府領→上野前橋藩領→幕府領）
  - 深田村（同上）
  - 中里村（同上）
  - 佐野村（幕府領）
  - 不入斗村（幕府領→旗本向井氏知行→幕府領）
- 1868年（明治元年）
  - 旧暦6月17日 - 神奈川府の管轄となる。
  - 旧暦9月21日 - 神奈川府が神奈川県に改称。
- 1889年（明治22年）4月1日 - 町村制の施行により、上記5村が合併して豊島村が成立。佐野村、不入斗村の飛地は衣笠村に編入。
- 1903年（明治36年）10月1日 - 町制を施行し豊島町となる。
- 1906年（明治39年）12月15日 - 横須賀町に編入。同日豊島町廃止。

## 交通

### 鉄道路線
旧町域内に京急本線の県立大学駅、堀ノ内駅（開業当初はそれぞれ横須賀公郷駅、横須賀堀内仮駅）が存在するが、当時は未開業。

## 現在の町名
すべて横須賀市。いずれも大体の範囲。相次ぐ町名変更により、旧大字と現行の町の区域は錯綜している。日の出町、米が浜通は合併後に旧村域地先の埋立地に起立した町だが、旧村域も含むため、ここに挙げた。
- 住居表示実施地区 ： 不入斗町二丁目、小矢部（一部）、汐見台、鶴が丘、根岸町（一部）、平和台、望洋台、森崎（一部）
- 住居表示未実施地区 ： 不入斗町一・三・四丁目、上町、衣笠栄町（一部）、公郷町、坂本町（一部）、佐野町、猿島、田戸台、日の出町、深田台、富士見町、三春町（一部）、安浦町、米が浜通、若松町（一部）